# Chanteur passionné
Le Chanteur passionné, ou Choriste passionné est une peinture à l'huile sur toile (102 × 78 cm) attribuée au peintre italien Giorgione, datant de 1508 - 1510 et conservée à la Galerie Borghèse à Rome. L'œuvre fait pendant avec le Joueur de flûte, de taille similaire et également conservé dans le même musée. 

## Histoire et description
L'œuvre montre un homme à mi-hauteur au premier plan, la main droite posée sur la poitrine et la tête légèrement inclinée, comme s'il entonnait une chanson difficile. Il porte une chemise blanche, une cape posée sur son épaule gauche et un chapeau rouge à larges rabats tournés vers le haut. Derrière lui, tourné vers le bas, se trouve une autre petite tête, un peu floue, penchée vers le bas, avec un chapeau analogue, difficile à interpréter.
Les deux toiles traditionnellement identifiées comme musicales, ainsi que d'autres œuvres telles que le Samson tourné en dérision (ou Le Concert), sont généralement attribuées à la dernière phase de la production de Giorgione, entre les fresques du Fondaco dei Tedeschi et sa mort (1510), l'une des périodes les plus sombres de l'artiste. Dans cette période, l'auteur a peint les sujets directement avec la couleur sur la toile, avec des incarnations denses et une liberté extrêmement moderne, sans recourir au dessin préparatoire. Cependant, il s’agit d’œuvres dont l’attribution est incertaine, et certains se réfèrent à Domenico Capriolo ou à d’autres élèves, ayant peut-être terminé des œuvres laissées inachevées par l’artiste après sa mort. 
Les effets du clair-obscur en sourdine, le pathos, la différenciation incisive des plans, qui ont même fait penser à certains à une œuvre du début du baroque, du début du XVIIe siècle, sont considérablement en avance sur leur temps[pourquoi ?].